# Banc Central de Luxemburg
El Banc Central de Luxemburg (fr: Banque Centrale du Luxembourga, BCL) és el banc central del Gran Ducat de Luxemburg. Va ser fundat el 1998, alhora que es creava el Banc Central Europeu, per les lleis del 22 d'abril i 23 de desembre. El Banc és part integrant del Sistema Europeu de Bancs Centrals. Era responsable de, entre altres coses, la producció de moneda i paper moneda de curs legal de franc luxemburguès, abans que Luxemburg adoptés l'euro el 2002.
Les oficines centrals del Banque Centrale du Luxembourg estan localitzades al Boulevard Royal, a la capital del Ducat.